# Dan Bittman
Dan Bittman (Boekarest, 29 maart 1962) is een Roemeens zanger.

## Biografie
Bittman is sinds 1980 actief als zanger. Tussen 1984 en 1986 was hij de leadzanger van de hardrockband Iris. Daarna was hij de leadzanger van Holograf. Hij vertegenwoordigde Roemenië op het Eurovisiesongfestival 1994 met het lied Dincolo De nori. Hij werd 21ste met veertien punten. Het was het eerste optreden voor Roemenië op het Eurovisiesongfestival. Sinds 2004 presenteert hij de show Dănutz S.R.L. op TVR1.